# Сульфурилфторид
Сульфурѝлфтори́д — неорганическое соединение серы(VI), кислорода и фтора с формулой SO2F2 (может рассматриваться как оксофторид серы). Бесцветный газ (при нормальных условиях) без запаха. Молекула сульфурилфторида имеет конфигурацию искажённого тетраэдра, с расположенным в центре шестивалентным атомом серы.

## Реакционная способность
Сульфурилфторид является дифторангидридом серной кислоты, однако он значительно менее реакционноспособен по отношению к нуклеофилам, чем хлористый сульфурил, напоминая своей инертностью гексафторид серы.
Сульфурилфторид растворим в воде (4,5 мл на 100 мл при 16,5 °C), однако его гидролиз в нейтральных и кислых растворах протекает медленно, и он может быть отогнан из таких растворов при пониженном давлении. При температуре выше +150°C быстро гидролизуется при избытке воды до фтороводорода и серной кислоты. При недостатке воды образуется фторсульфоновая кислота:
{\displaystyle {\mathsf {SO_{2}F_{2}+H_{2}O\xrightarrow {>+150^{o}C} \ HSO_{3}F+HF\uparrow }}}
{\displaystyle {\mathsf {SO_{2}F_{2}+2H_{2}O\xrightarrow {>+150^{o}C} \ H_{2}SO_{4}+2HF\uparrow }}}
Сульфурилфторид является электрофилом и быстро гидролизуется в щелочных растворах до фторсульфоната:
{\displaystyle {\mathsf {SO_{2}F_{2}+2OH^{-}\rightarrow FSO_{3}^{-}+F^{-}+H_{2}O}}}
Реакция протекает по механизму нуклеофильного замещения. В водных растворах цианидов сульфурилфторид быстро гидролизуется до сульфата.
Сульфурилфторид также быстро реагирует с водными растворами нуклеофилов: так, с аммиаком он образует сульфуриламид:
{\displaystyle {\mathsf {SO_{2}F_{2}+4NH_{3}\rightarrow SO_{2}(NH_{2})_{2}+2NH_{4}F}}}
и с фенолятом натрия:
{\displaystyle {\mathsf {SO_{2}F_{2}+C_{6}H_{5}ONa\rightarrow C_{6}H_{5}OSO_{2}F+NaF}}}

## Синтез
Впервые сульфурилфторид был получен Муассаном и Лебо фторированием диоксида серы, в качестве катализатора использовалась нагретая платина, так как при смешение газообразных фтора с диоксидом серы при комнатной температуре зачастую приводило к взрывам:
{\displaystyle {\mathsf {SO_{2}+F_{2}\rightarrow SO_{2}F_{2}}}}
В лабораторной практике синтеза сульфурилхлорида обычно исходят из фторсульфината калия, получаемого взаимодействием фторида калия и диоксида серы:
{\displaystyle {\mathsf {SO_{2}+KF\rightarrow KSO_{2}F}}}
Фторсульфинат калия далее может быть фторирован смесью фтора и воздуха в отношении 1:1, которую пропускают через никелевую трубку, заполненную солью, при температурах до 60—70°, выход почти количественный:
{\displaystyle {\mathsf {KSO_{2}F+F_{2}\rightarrow SO_{2}F_{2}+KF}}}
Сульфурилфторид также может быть получен из фторсульфината натрия «безфторным» методом, в этом случае фторсульфинат натрия сначала хлорируется с образованием фторхлорсульфурила:
{\displaystyle {\mathsf {NaSO_{2}F+Cl_{2}\rightarrow SO_{2}ClF+NaCl}}}
который далее вводится в реакцию с фторсульфинатом калия при 180 °C:
{\displaystyle {\mathsf {SO_{2}ClF+KSO_{2}F\rightarrow SO_{2}F_{2}+KCl+SO_{2}}}}
Сульфурилфторид с выходом 95-98 % может быть получен фторированием диоксида серы фторидом серебра(II) при 180°:
{\displaystyle {\mathsf {SO_{2}+2AgF_{2}\rightarrow SO_{2}F_{2}+2AgF}}}
Сульфурилфторид также может быть получен термическим разложением фторсульфонатов двухвалентных металлов (бария, стронция и цинка, в случае фторсульфоната кальция при температуре разложения при 500° образуются лишь следовые количества сульфурилфторида):
{\displaystyle {\mathsf {Ba(OSO_{2}F)_{2}\rightarrow BaSO_{4}+SO_{2}F_{2}}}}

## Применение
Используется в сельском хозяйстве для борьбы с насекомыми, а также для фумигации зданий. Благодаря большей, чем у воздуха, плотности, сульфурилфторид высокоэффективен против обитающих в земле насекомых, например, против муравьёв и термитов.
Поскольку сульфурилфторид интенсивно поглощает в инфракрасной области и медленно разлагается в атмосфере, то он потенциально является парниковым газом (в 4000–5000 раз более сильным чем диоксид углерода), однако вследствие малых масштабов производства он не вносит сколь-либо заметной доли в парниковый эффект.